# Халф-пайп
Халф-пайп е платформа, която се използва за състезания със скейтборд, сноуборд, BMX, ски и ролери.
Най-често е направена от дърво, но в някои случаи може и да е от други материали като бетон, метал или сняг (при сноуборд халф-пайп). В двата си края има издигнати нагоре части, които служат за засилване на спортистите и правене на скок във въздуха. Обикновено за качване на рампата се използва стълба.
В България такава халф-пайп платформа има в гр. Монтана. Тя е метална и служи главно за състезания със скейтборд и ролери (блейдове).